# Rémi Di Girolamo
Rémi Di Girolamo (Argenteuil, 26 de abril de 1982) es un deportista francés que compitió en remo.
Ganó tres medallas en el Campeonato Mundial de Remo entre los años 2006 y 2008, y una medalla de bronce en el Campeonato Europeo de Remo de 2010.

## Palmarés internacional
| Campeonato Mundial | Campeonato Mundial          | Campeonato Mundial | Campeonato Mundial  |
| Año                | Lugar                       | Medalla            | Prueba              |
| ------------------ | --------------------------- | ------------------ | ------------------- |
| 2006               | Eton (Reino Unido)          | Medalla de bronce  | Cuatro scull ligero |
| 2007               | Múnich (Alemania)           | Medalla de plata   | Cuatro scull ligero |
| 2008               | Ottensheim (Austria)        | Medalla de plata   | Cuatro scull ligero |
| Campeonato Europeo |                             |                    |                     |
| Año                | Lugar                       | Medalla            | Prueba              |
| 2010               | Montemor-o-Velho (Portugal) | Medalla de bronce  | Doble scull ligero  |